# Lasioglossum angusticeps
Lasioglossum angusticeps är en biart som först beskrevs av Perkins 1895.  Lasioglossum angusticeps ingår i släktet smalbin, och familjen vägbin. Inga underarter finns listade i Catalogue of Life.